# Meibi Yamanōchi
Meibi Yamanōchi (山内明日 Yamanōchi Meibi?) (Osaka, Japón; 2 de julio de 1987) es una actriz y tarento japonesa. Conocida por su rol de la Santa Celestial Lunagel en las serie Super Sentai Mahō Sentai Magiranger, emitido desde el 13 de febrero de 2005 al 12 de febrero de 2006.

## Biografía y personalidad
Graduada de Ashiya Women's Junior College. Tiene una relación relativa con Sayoko Hashimoto, presentadora de noticias de Mainichi Broadcasting System y ex presentadora de noticias de VOICE. Su padre es chef.
Respecto a su nombre la parte mañana del nombre se lee como meibi, pero es fácil confundirla con mañana o asuka.
Su pasatiempo es escuchar música. Sus habilidades especiales son el Nihon-buyo, la lucha con espadas y los deportes.
El 20 de agosto del 2011 en su blog oficial, anunció que ingresaría a tratamiento médico de larga duración por mala condición física y se abstendría de realizar actividades futuras.

## Trabajos

### Drama en Televisión
- Renzoku terebi shōsetsu Wakaba (TV drama) (27 de septiembre de 2004 a 26 de marzo de 2005): Atsuko Yamashita
- Mahō Sentai Magiranger (22 de mayo de 2005-12 de febrero de 2006): Rin/Santa Celestial Lunagel
- Mito Kōmon
  - Part 34 "Namihana Onna is the God of Money -Miharu-" (30 de mayo de 2005): Ochiyo (episodio 19)
  - Part 38 "Don't touch my sister -Odawara-" (16 de junio de 2008): El papel de la flor (episodio 22)
  - Part 39 "Tenchu! Shitobuki Sanjou -Omihachiman-" (3 de noviembre de 2008): Omitsu (episodio 4)
- National Theater 50th Anniversary Special Project Ōoka Echizen 2 Hours Special (20 de marzo de 2006): Omiyo